# Jane Wymarková
Jane Wymarková (* 3. října 1952 Paddington, Londýn) je anglická herečka.

## Život
Jane Wymarková se narodila 3. října 1952 v Paddingtonu v Londýně. Vyrůstala ve Stratfordu nad Avonou. Její otec, Patrick Wymark, byl hercem v Královské shakespearovské společnosti. Její matkou byla americká spisovatelka a dramatička Olwen Wymarková.
V letech 1970–1973 studovala na Birminghamské univerzitě herectví. Následně se objevila v několika univerzitních divadelních představeních, např. v Hamletovi či Zkrocení zlé ženy.
Proslavila především rolí Morwenny Chynoweth Whitworth v televizním seriálu BBC Poldark a také rolí Joyce Barnabyové, manželky šéfinspektora Toma Barnabyho, v detektivním seriálu ITV Vraždy v Midsomeru. Objevila se rovněž v televizních dramatech jako Inspektor Frost, Rumové pralinky, The Bass Player and the Blonde, Dangerfield a Lovejoy.
S manželem Paulem Howsonem, který je diplomatem, má dva syny.